# 村上帝社
村上帝社（むらかみていしゃ）は、兵庫県神戸市須磨区にある神社である。村上天皇を祀る。

## 概要
この神社の創建について、次のような伝承がある。平安時代末期、琵琶の名人であった藤原師長は唐に渡って琵琶の奥義を極めたいと思い、都を出て、須磨まで来た。その夜、村上天皇と梨壺女御の霊が現れ琵琶の奥義を伝えたので、師長は入唐を思いとどまり、名器「獅子丸」を埋めて都に帰った。この伝承を題材として能の「絃上」（玄象）が作られた。この伝承に基づき、土地の人が村上天皇を祀ったのが当社であると伝えられる。
師長が琵琶を埋めたという琵琶塚は前方後円墳で、現在は一部面影をのこすものの山陽電鉄本線の線路によって二分されている。

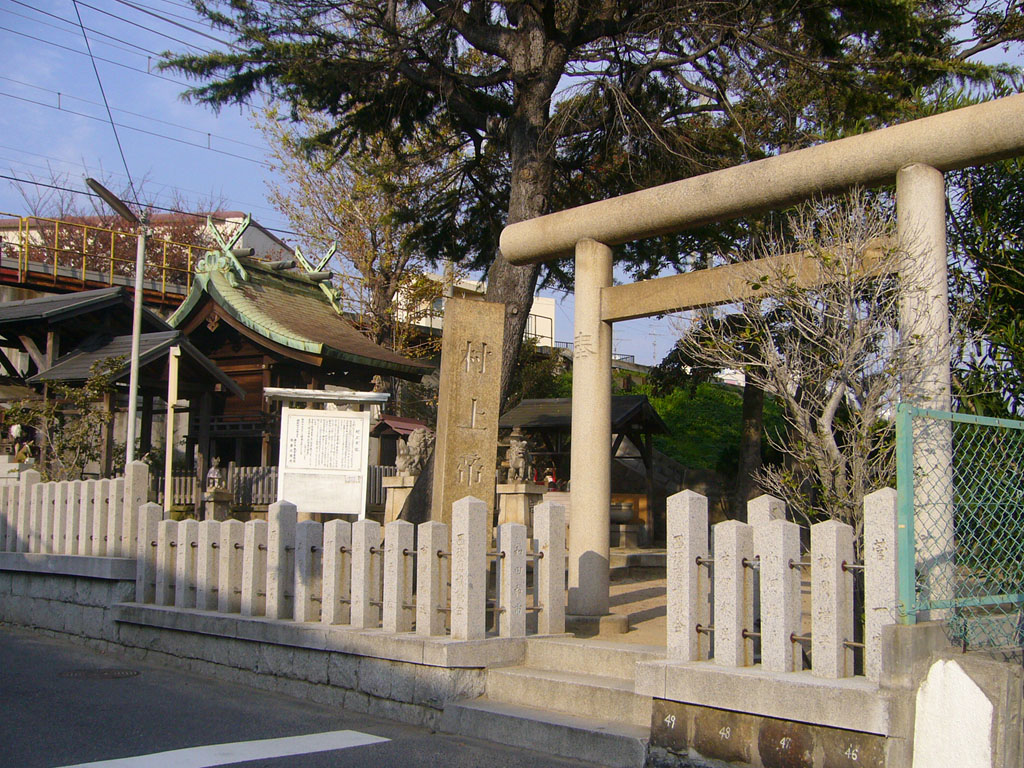
鳥居
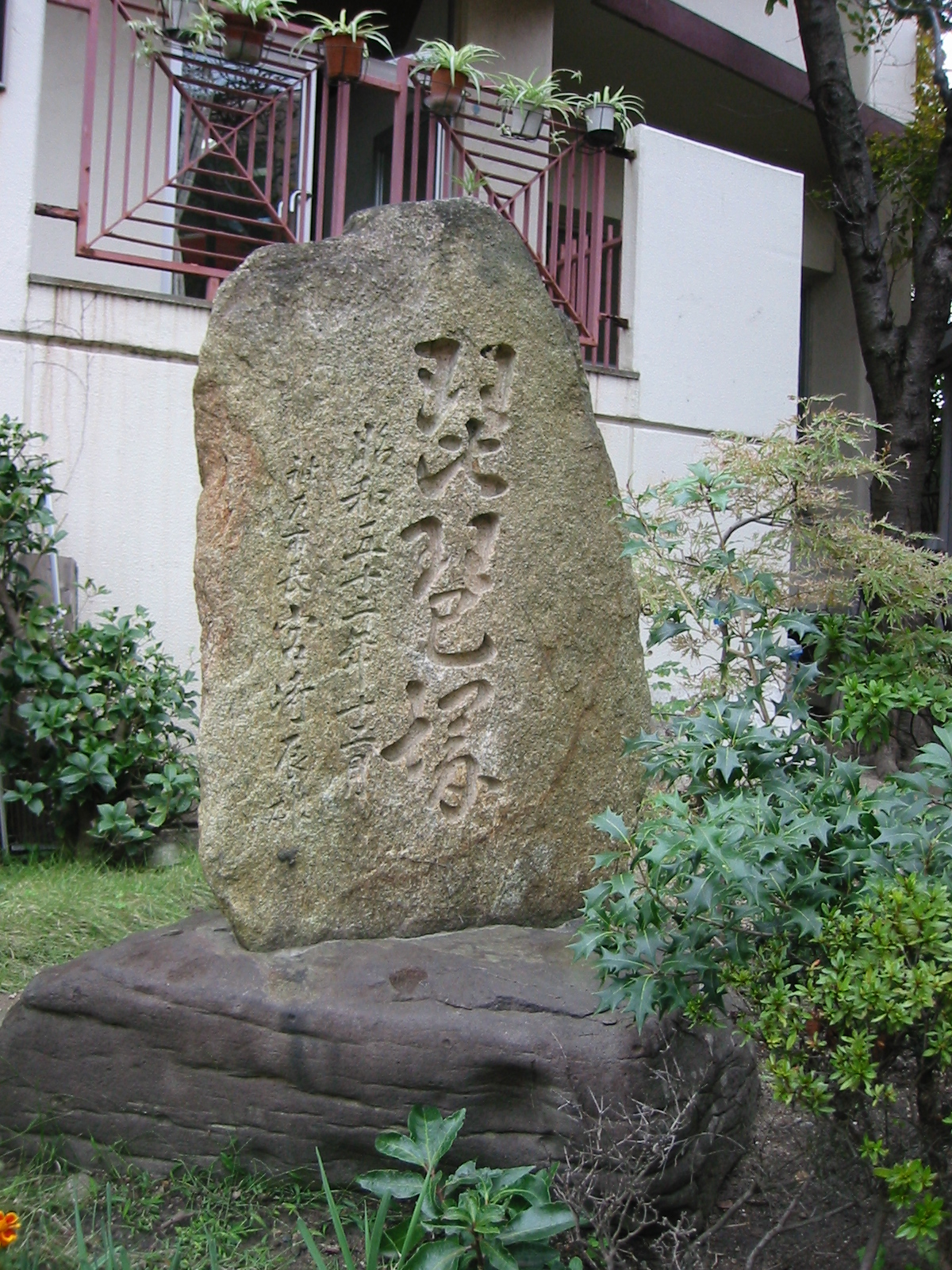
琵琶塚碑

## 交通アクセス
- 山陽電鉄 山陽須磨駅 徒歩3分
- JR 須磨駅 徒歩5分

## 周辺情報
- 須磨寺
- 綱敷天満宮
- 現光寺
- 関守稲荷神社
- マリスドブラザーズ国際学校（元三田藩主九鬼家邸宅跡地）